# Peter Pan (spectacle)

Peter Pan est un spectacle basé sur le personnage de Peter Pan créé par J. M. Barrie, mis en scène par Bruno Bulté, produit par Del Diffusion et donné à l'occasion des fêtes de fin d'année en 1994 dans l'amphithéâtre de Walibi à Wavre, en Belgique.

## Le spectacle
Les spectateurs quittent Londres lorsque Peter Pan et Wendy sortent de la maison Darling et s’envolent — grâce à des moyens techniques novateurs pour l’époque — pour arriver au Pays imaginaire. C'est pratiquement dans le public qu'évoluent les enfants perdus et les Indiens Piccadilly. En face, le Jolly Roger, le galion du Capitaine Crochet est entouré d’eau dans laquelle nagent les sirènes. Acrobaties, voltige, jonglerie, laser, effets spéciaux et pyrotechniques sont cumulés.

## Distribution
- Stéphane Custers : Peter Pan
- André Debaar : Monsieur Darling/Capitaine Crochet
- Isabelle Defossé : Wendy
- Olivier Massart : Mouche
- Gudule : Darling
- Bernard d'Oultremont : John
- Juan Marques : Michaël
- Victor Scheffer : La Guigne
- Philippe Derlet : le premier jumeau
- Xavier Vanderstaeten : le deuxième jumeau
- Jérôme Dubois : Le Frisé
- Michel Desaubies : La Plume
- Olivier Charlet : Bon Zigue/Nana
- Jean-Louis Leclercq : Starkey
- Noël Baye : Cookson
- Christophe Huart : Cecco
- Michaël Trevisanato : Jukes
- Catherine Magis : Lily-la-Tigresse
- Arian Mulika : La Panthère
- Benji Bernard
- Mark Dehoux : un indien
- Mathieu Moerenhout : un indien
- Iouri Solokov : un indien
- Joëlle Camus : Clochette
- Lydia Spedale : Vegetable
- Stéphanie Coerten : Les Sirènes

## Succès
- Le spectacle a attiré quelque 20 000 spectateurs lors de 21 représentations données en décembre 2014[3].

## Reprise
Fort du succès du spectacle, le groupe Walibi s’associe à Del Diffusion et propose un show Peter Pan pour l'été 1995 avec une nouvelle histoire et une mise en scène enlevée et visuelle, la création d’effets spéciaux inédits (laser, son, lumières et autres effets pyrotechniques, scènes de combat en live) ainsi que des comédiens-acrobates-jongleurs. Le spectacle d’une durée de 22 minutes est présenté en version bilingue près de 500 fois pour plus de 260 000 spectateurs[réf. nécessaire].

## Distribution du show
- Philippe d'Avilla
- Noël Baye
- Fabrice Boutique
- Philippe Derlet
- Jérôme Dubois
- Sifiane
- Juan Marquez
- Eric Delhaye-Serkhine